# Metriocampa vandykei
Metriocampa vandykei är en urinsektsart som beskrevs av Filippo Silvestri 1933. Metriocampa vandykei ingår i släktet Metriocampa och familjen Campodeidae.

## Underarter
Arten delas in i följande underarter:
- M. v. inermis
- M. v. vandykei